# Manciola guaporicola
Manciola guaporicola is een hagedis uit de familie skinken (Scincidae).

## Naam en indeling
De wetenschappelijke naam van de soort werd voor het eerst voorgesteld door Emmett Reid Dunn in 1935. De skink behoorde lange tijd tot het geslacht Mabuya, waardoor de verouderde wetenschappelijke naam in de literatuur wordt gebruikt. Het is tegenwoordig de enige soort uit het monotypische geslacht Manciola.

## Uiterlijke kenmerken
Manciola guaporicola heeft een langwerpig lichaam en een strepentekening van lichtere en donkere lengtestrepen, de buik is lichter tot witgeel. De onderste streep heeft dezelfde kleur als de buik en loopt door de gehooropening. De poten zijn vrij dun en ook de handen en voeten zijn klein. De staart is langer dan het lichaam.
De skink verschilt van verwante soorten door de lichte kleur aan de onderzijde van de poten, die bij soorten uit andere geslachten zoals Mabuya donker gekleurd zijn. Een karakteristiek kenmerk zijn de oranje gekleurde lippen.

## Levenswijze
De vrouwtjes zijn eierlevendbarend, ze zetten geen eieren af maar de jongen komen geheel ontwikkeld ter wereld. Manciola guaporicola is een van de weinig nachtactieve skinken, overdag wordt geschuild op de bodem.

## Verspreiding en habitat
De soort komt voor in delen van Zuid-Amerika, lange tijd werd gedacht dat de skink endemisch in Brazilië voorkwam maar de soort is later ook ontdekt in Bolivia, Paraguay. De habitat bestaat uit droge graslanden.